# Hugo Argüelles
Hugo Argüelles Cano (Veracruz, Veracruz; 2 de enero de 1932-Ciudad de México, 24 de diciembre de 2003), citado como Hugo Argüelles, fue un escritor, dramaturgo, director de teatro y guionista mexicano. Fue un autor prolífico que incluyó, en muchas de sus obras, contenidos de crítica social, tamizados por el humor negro y el sarcasmo.

## Biografía
Estudió medicina en la Facultad de Medicina de la UNAM y se graduó como médico. Prosiguió su formación en la Escuela de Arte Teatral del Instituto Nacional de Bellas Artes y se graduó como maestro en Letras Hispánicas en la Facultad de Filosofía y Letras de la UNAM. Inició labores profesionales como director de teatro en 1951 con el montaje de la obra Las cosas simples, de Héctor Mendoza. En 1979 abrió su propio taller teatral.
En 1959 se hizo acreedor al Premio Nacional de Teatro por su obra Los cuervos están de luto, convertida en un clásico de la representación escénica amateur y profesional en México. 
En su honor fueron nombrados el Centro Veracruzano de las Artes, en Veracruz, y el teatro del Centro Cultural Coyoacanense, en la Ciudad de México.

## Obras
- El cocodrilo solitario del panteón rococó
- Las pirañas aman en cuaresma (Guion de cine] en 1969.
- La primavera de los escorpiones (Guion de cine) en 1971.
- Las figuras de arena
- Doña Macabra - Llevada a la televisión en 1963 y al cine en 1971.
- Los amantes fríos y One way
- Los cuervos están de luto
- El tejedor de milagros
- Los prodigiosos
- El gran inquisidor
- La ronda de la hechizada
- Calaca
- El ritual de la salamandra
- Los gallos salvajes (1986)
- La tarántula art nouveau de la calle del oro
- Los gallos salvajes
- Los amores criminales de las vampiras Morales
- La corona del poeta